# San Miguel (métro de Santiago)
Pour les articles homonymes, voir San Miguel.
San Miguel est une station de la Ligne 2 du métro de Santiago, dans la commune de San Miguel.

## Histoire
La station est ouverte depuis 1978. Son nom vient est parce qu'il est situé à l'intersection de la Gran Avenida avec Curiñanca est situé juste au-dessus de la station.